# DN22
DN22 este un drum național din România, care pleacă din DN2 la Râmnicu Sărat și merge către Brăila. Acolo, el continuă pe malul drept al Dunării (care poate fi trecută cu bacul) înspre est până la Tulcea, cotind apoi spre sud, și îndreptându-se spre Constanța. Drumul se termină în orașul Ovidiu, lângă Constanța, în DN2A.

## Ramificații
La Garvăn, în județul Tulcea, o mică ramificație de 16 km, denumită DN22E duce la punctul de trecere a Dunării cu bacul între I.C. Brătianu și Galați.